# Anglican Church of Southern Africa

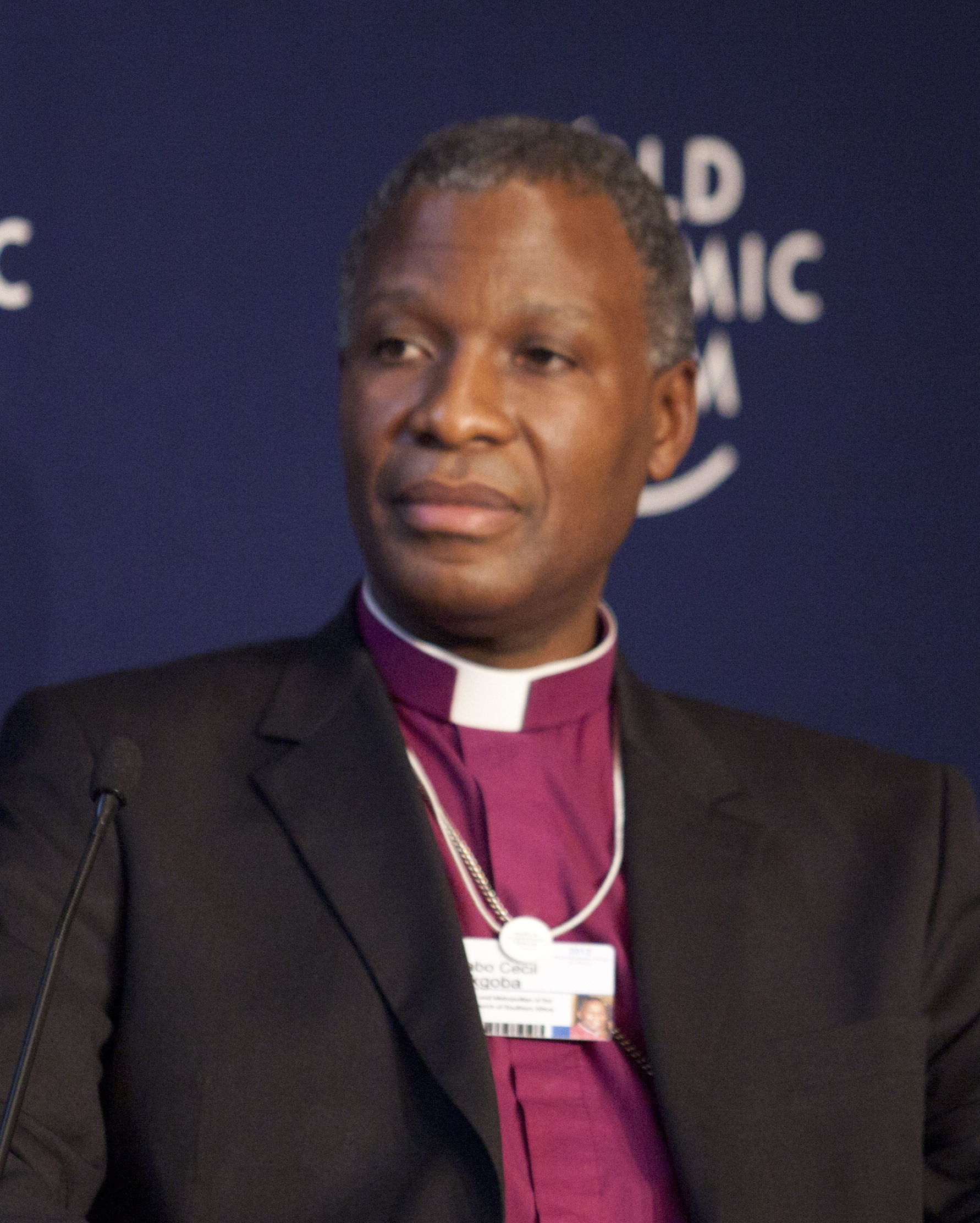
Der amtierende Primas Thabo Cecil Makgoba (2012)

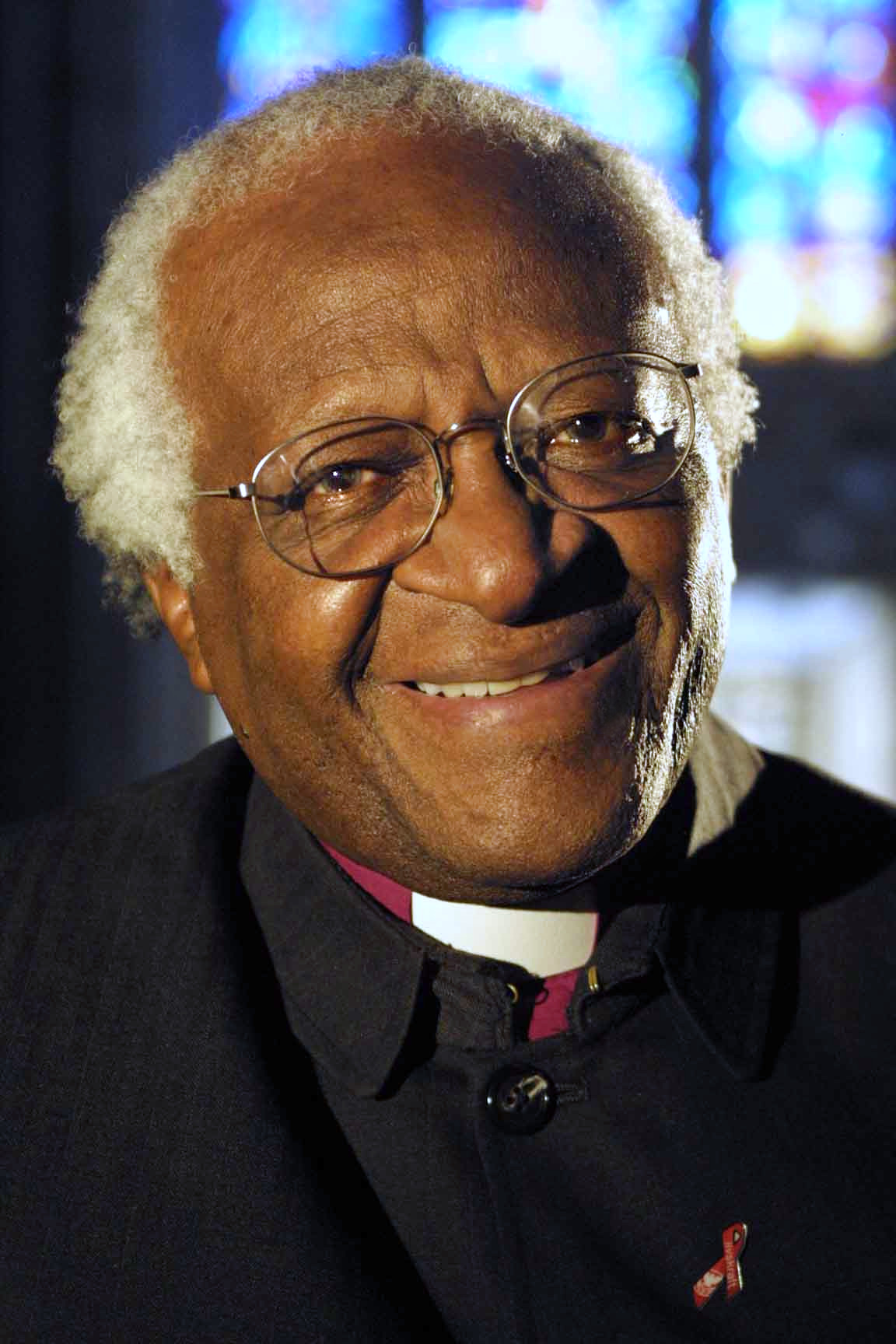
Ehemaliger Primas und Friedensnobelpreisträger Desmond Tutu

Die Anglican Church of Southern Africa (deutsch Anglikanische Kirche des südlichen Afrikas), ursprünglich Church of the Province of South Africa, später und bis 2006 Church of the Province of Southern Africa (CPSA), ist eine Mitgliedskirche der Anglikanischen Gemeinschaft und die älteste in Afrika.

## Entwicklung
Im Verlaufe der frühen englischen Kolonisation am Kap zwischen 1795 und 1803 wurden anglikanische Gottesdienste in den Kirchenräumen der Truppenlager und Befestigungen durch Militärkaplane abgehalten. Schon 1811 wurde in der Kapkolonie ein „Kolonial-Geistlicher“ eingesetzt. Dieser führte vier Jahre lang seine Gottesdienste in den Räumen der Dutch Reformed Church auf der Adderley Street in Kapstadt durch.
Die anglikanischen Gemeinden der südlichen Hemisphäre gehörten anfangs zur Diözese Kalkutta der Church of England (heute eine Diözese der Church of North India). Im Jahre 1847 kam es zur ersten Gründung einer Diözese in der Kapkolonie, wofür Robert Gray zum Bischof ernannt wurde und zu Beginn des Folgejahres sein Amt antrat. Die erste Bischofssynode fand 1863 statt, 1870 folgte die erste Provincial Synod, wodurch die Bistümer des südlichen Afrika zu einer autonomen Kirche innerhalb der Anglikanischen Gemeinschaft wurden. In der darauf folgenden Periode entstanden Grundsätze des kanonischen Rechts, auf deren Grundlage eine kirchliche Selbstverwaltung möglich wurde. 1955 schieden die Diözesen aus Betschuanaland (heute Botswana) und der Föderation von Rhodesien und Njassaland (heute Simbabwe, Sambia und Malawi) aus der Kirche aus und gründeten die Church of the Province of Central Africa. Um 1964 bestanden 14 Diözesen.
Im 21. Jahrhundert zählt die Provinz 28 Diözesen (Angola, Christ the King, Diocese of the Free State (früher Bloemfontein), Eswatini, George, Grahamstown, Highveld, Johannesburg, Kapstadt, Kimberley & Kuruman, Lebombo, Lesotho, Matlosane (früher Klerksdorp), Namibia, Natal, Niassa, Port Elizabeth, Pretoria, St. Helena, Mthatha (früher St. John’s), St. Mark the Evangelist, Umzimvubu, Zululand) in Südafrika, Namibia, Lesotho, Eswatini und St. Helena  an deren Spitze als Primas der Erzbischof von Kapstadt steht. Der gegenwärtige Primas der Church of Southern Africa ist Erzbischof Thabo Makgoba. Einer seiner Vorgänger war der Friedensnobelpreisträger Desmond Tutu.
Seit 1985 wird die Ordination von Frauen praktiziert. Im November 2012 wurde Ellinah Wamukoya in der Diözese Eswatini zur ersten Bischöfin der Anglican Church of Southern Africa geweiht.
Im September 2021 trennte sich die Anglikanische Kirche in Mosambik und Angola von der im südlichen Afrika ab.

## Diözesen
Die Provinz umfasst 25 Diözesen in fünf Ländern oder Territorien:
| Diözese                | Staat oder Territorium, Sitz                                               | Bischof (Stand 2022)                  |
| ---------------------- | -------------------------------------------------------------------------- | ------------------------------------- |
| Christ the King        | Südafrika, Rosettenville, Johannesburg                                     | William Mostert                       |
| Free State             | Südafrika, Bloemfontein                                                    | Dintoe Letloenyane                    |
| Eswatini               | Eswatini, Mbabane                                                          | Ellinah Wamukoya                      |
| False Bay              | Südafrika, Somerset West                                                   | Margaret Vertue                       |
| George                 | Südafrika, George                                                          | Brian Marajh                          |
| Grahamstown            | Südafrika, Grahamstown                                                     | Ebenezer Ntlali                       |
| Highveld               | Südafrika, Benoni                                                          | vakant                                |
| Johannesburg           | Südafrika, Johannesburg                                                    | Steve Moreo                           |
| Kapstadt               | Südafrika, Claremont, Kapstadt Tristan da Cunha                            | Thabo Makgoba (Erzbischof)            |
| Khahlamba              | Südafrika, Queenstown                                                      | Moses Madywabe                        |
| Kimberley & Kuruman    | Südafrika, Kimberley                                                       | Brian Marajh                          |
| Lesotho                | Lesotho, Maseru                                                            | Vicentia Kgabe                        |
| Matlosane              | Südafrika, Klerksdorp                                                      | Stephen Diseko                        |
| Mbhashe                | Südafrika, Butterworth                                                     | Sebenzile Williams                    |
| Mpumalanga             | Südafrika, White River                                                     | Daniel Kgomosotho                     |
| Mthatha                | Südafrika, Mthatha                                                         | Sitembele Mzamane Nkosinathi Ndwandwe |
| Namibia                | Namibia, Windhoek                                                          | Luke Pato                             |
| Natal                  | Südafrika, Greyville, Durban                                               | Nkosinathi Ndwandwe                   |
| Port Elizabeth         | Südafrika, Port Elizabeth                                                  | Edward Daniels                        |
| Pretoria               | Südafrika, Pretoria                                                        | Allan Kannemeyer                      |
| Saldanha Bay           | Südafrika, Malmesbury                                                      | Raphael Hess                          |
| St Helena              | St. Helena, Ascension und Tristan da Cunha, Jamestown St. Helena Ascension | Richard Fenwick Dale Bowers           |
| St Mark the Evangelist | Südafrika, Polokwane                                                       | Martin Breytenbach Luke Pretorius     |
| Umzimvubu              | Südafrika, Kokstad                                                         | Tsietsi Seleoane                      |
| Zululand               | Südafrika, Eshowe                                                          | Monument Makhanya Vikinduku Mnculwane |

## Erzbischöfe von Kapstadt
- 1847–1872: Robert Gray, D.D. (Bischof)
- 1874–1908: William West Jones, D.D.
- 1909–1930: William Marlborough Carter, KCMG, D.D.
- 1931–1938: Francis Robinson Phelps, D.D.
- 1938–1948: John Russell Darbyshire, D.D.
- 1948–1957: Geoffrey Hare Clayton, D.D.
- 1957–1963: Joost de Blank, D.D.
- 1964–1974: Robert Selby Taylor, M.A., D.D.
- 1974–1981: Bill Bendyshe Burnett, M.A. L.Th., D.D.
- 1981–1986: Philip Welsford Richmond Russell, MBE, B.A., L.Th.
- 1986–1996: Desmond Mpilo Tutu, O.J., BD, MD, D.D., F.K.C.
- 1996–2007: Njongonkulu Ndungane, F.K.C.
- seit 2007: Thabo Makgoba